# Leptotarsus reyi
Leptotarsus reyi — викопний вид двокрилих комах сучасної родини довгоніжкових (Tipulidae). Існував у ранній крейді, 125 млн років тому (баремський вік). Описаний у 2023 році з відбитка крила, що виявлений у місті Ель-Джудейда у Лівані.